# سفر جسورانه پینوکیو
سفر جسورانه پینوکیو (به انگلیسی: Pinocchio's Daring Journey) یک دارک راید واقع در شهر بازی دیزنی‌لند در کالیفرنیا، توکیو و پاریس بر اساس نسخه فیلم انیمیشن پینوکیو از کمپانی دیزنی ساخته شده‌است.
دارک راید (Dark Ride) یک پارک تفریحی سرپوشیده می‌باشد که میهمانان سوار بر یک وسیله نقلیه از میان صحنه‌های خاصی که شامل انیمیشن، صدا و جلوه‌های ویژه می‌باشد، می‌گذرند. این پارک لزوماً فاقد نور است ولی در بعضی از آن‌ها نور هم بکار می‌رود.

## صدا پیشگان
- پینوکیو - کوین براندو
- جیمی کریکت - ادی کارول
- استرومبولی / مربی - ری تمپلین
- پدر ژپتو - ویل رایان
- ری تمپلین
- کندی کاندیدو
- ترل راونسکرافت